# Crocco (cràter)
Crocco és un cràter dimpacte que es troba a la cara oculta de la Lluna. Es troba al nord-est del cràter Planck, i al nord-oest del igualment enorme cràter Poincaré. Just al nord, a menys d'un diàmetre de distància del cràter, hi ha Koch.
Es tracta d'una formació gairebé circular, la vora oriental de la qual ha estat parcialment coberta pel cràter satèl·lit Crocco G. La vora ha patit una mica d'erosió, encara que conserva un perfil ben definit. Un petit cràter travessa la vora al costat nord-nord-est. Just a l'oest-sud-oest de Crocco, gairebé unit a la vora, apareix el cràter satèl·lit Crocco R.

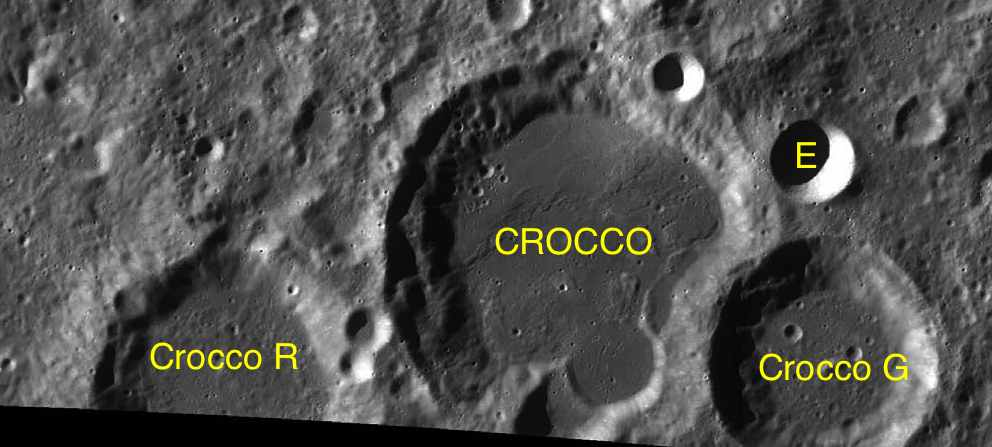
Cràters satèl·lit

La meitat nord-oest del sòl interior està a nivell i pràcticament no té trets distintius, mostrant l'aparença d'haver-se tornat a configurar per fluxos de lava. L'altra meitat del sòl mostra algunes irregularitats, com la vora d'un petit cràter que ha estat gairebé totalment submergida pel flux de lava. Aquest cràter té un buit a la vora del costat nord, i forma una badia al sòl interior de Crocco. Una carena s'estén des de la vora occidental d'aquest petit cràter fins a la paret interior sud-oest de Crocco.

## Cràters satèl·lit
Per convenció aquests elements són identificats en els mapes lunars posant la lletra en el costat del punt central del cràter que està més proper a Crocco.
| Crocco | Coordenades                            | Diàmetre |
| ------ | -------------------------------------- | -------- |
| E      | 46° 48′ S, 152° 00′ E / 46.8°S,152.0°E | 17 km    |
| G      | 47° 48′ S, 152° 18′ E / 47.8°S,152.3°E | 42 km    |
| R      | 48° 18′ S, 147° 30′ E / 48.3°S,147.5°E | 57 km    |